# Patrick Baco
Pour les articles homonymes, voir Baco.
Pas d'image ? Cliquez ici

a Compétitions nationales et continentales officielles uniquement.

b Matchs officiels uniquement.
Patrick Baco, ne le 7 février 1962 à Prades, est un joueur français de rugby à XIII, évoluant comme talonneur.

## Carrière en Rugby à XIII

### Club
- XIII Catalan

#### et, "Honneur"
Championnat de France :
- Champion en 1983, 1984 et 1985
- Finaliste en 1986 et 1988

Coupe de France:
- Champion en 1985
- Finaliste en 1983 et 1987

### Équipe de France
- International (2 sélections) 1986, opposé à :
  - Grande-Bretagne